# Herrarnas bygelhäst i gymnastik vid olympiska sommarspelen 1980
Herrarnas bygelhäst i gymnastik vid olympiska sommarspelen 1980 avgjordes den 20-25 juli i Sports Palace of the Central Lenin Stadium.

## Medaljörer
| Gren                | Guld                 | Silver                           | Brons                       |
| Herrarnas bygelhäst | Zoltán Magyar Ungern | Aleksandr Ditiatin Sovjetunionen | Michael Nikolay Östtyskland |

## Resultat

### Final
| Placering | Gymnast                  | C     | O     | Kval  | Final  | Totalt |
| --------- | ------------------------ | ----- | ----- | ----- | ------ | ------ |
|           | Zoltán Magyar (HUN)      | 9.900 | 9.950 | 9.925 | 10.000 | 19.925 |
|           | Aleksandr Ditiatin (URS) | 9.900 | 9.900 | 9.900 | 9.900  | 19.800 |
|           | Michael Nikolay (GDR)    | 9.900 | 9.850 | 9.875 | 9.900  | 19.775 |
| 4         | Roland Brückner (GDR)    | 9.800 | 9.850 | 9.825 | 9.900  | 19.725 |
| 5         | Aleksandr Tkatjov (URS)  | 9.900 | 9.850 | 9.875 | 9.600  | 19.475 |
| 6         | Ferenc Donath (HUN)      | 9.750 | 9.850 | 9.800 | 9.600  | 19.400 |